# Кулабухов, Иван Николаевич
Иван Николаевич Кулабухов (род. 9 октября 1958) — российский политик. Представитель от законодательного (представительного) органа государственной власти Белгородской области в Совете Федерации ФС РФ, член Комитета Совета Федерации по аграрно-продовольственной политике и природопользованию (2015—2020).

## Биография
В 1978 году закончил Белгородский индустриальный техникум по специальности «технолог сварочного производства», затем Белгородский технологический институт строительных материалов, специальность — «инженер-механик», Белгородскую государственную технологическую академию строительных материалов, специальность — «экономист-менеджер».
Свою трудовую деятельность начал в качестве электросварщика III разряда в экспериментальном строительном управлении № 5 треста «Союзгазспецстрой» г. Серпухов.
Затем после окончания техникума был направлен на работу в строительное управление № 6 треста «Щекингазстрой». Работал в должности мастера, прораба, начальника участка.
Вернувшись на постоянное место жительства в Белгородскую область, работал на Белгородском заводе металлоконструкций в должности инженера, старшего инженера отдела, на предприятиях хозяйства в должности инженера, начальника ЖЭУ.
В 1989 году назначен на должность старшего экономиста плановой комиссии — начальника социально-экономического отдела Свердловского райисполкома.
С 1991 по 1996 год работал в должности главного инженера, начальника управления, генерального директора жилищного хозяйства г. Белгорода.
В 1996 году назначен на должность первого заместителя главы администрации г. Белгорода.
В 2000 году избран заместителем председателя Белгородского городского Совета депутатов. В этом же году назначен на должность заместителя руководителя аппарата главы администрации области — начальника департамента организационно-кадровой работы.
В 2001 году избран первым заместителем председателя Белгородской областной Думы.
В 2003 году назначен на должность первого заместителя руководителя аппарата губернатора области.
В 2005—2010 годах избран первым заместителем председателя Белгородской областной Думы.
С 2010 года по январь 2015 года избран председателем Белгородской областной Думы.
С января 2015 года по 22 сентября 2020 член Совета Федерации Федерального Собрания Российской Федерации.
Избирался депутатом первого, второго созыва Белгородского городского Совета депутатов, депутатом третьего, четвёртого, пятого созывов Белгородской областной Думы.

## Награды
- Орден Почёта (2020)[6];
- Медаль ордена «За заслуги перед Отечеством» I степени;
- Медаль ордена «За заслуги перед Отечеством» II степени;
- Медаль «За заслуги перед Землей Белгородской» I степени.